# Aeroporto dell'Isola del Natale
L'aeroporto dell'Isola del Natale è un aeroporto sito sull'Isola del Natale, facente parte dello Stato australiano, nell'Oceano Indiano, a 2 600 km da Perth, 500 km da Giacarta e 975 km dalle Isole Cocos e Keeling.

## Storia
L'aeroporto fu costruito nel 1992 per servire il casinò ed il resort dell'Isola del Natale.
Dal 2001 è sede dell'Asia Pacific Space Centre (APSC), una compagnia australiana che opera dei lanci di satelliti commerciali. Il primo lancio fu effettuato nel 2003 per la National Space Development Agency of Japan (NASDA).

## Caratteristiche
L'aeroporto è dotato di una pista di 2 103 m (6 900 piedi), con orientamento 18/36 ed elevazione di 279 m (916 piedi). È gestito dalla Toll Remote Logistics, del Toll Group.

## Galleria d'immagini

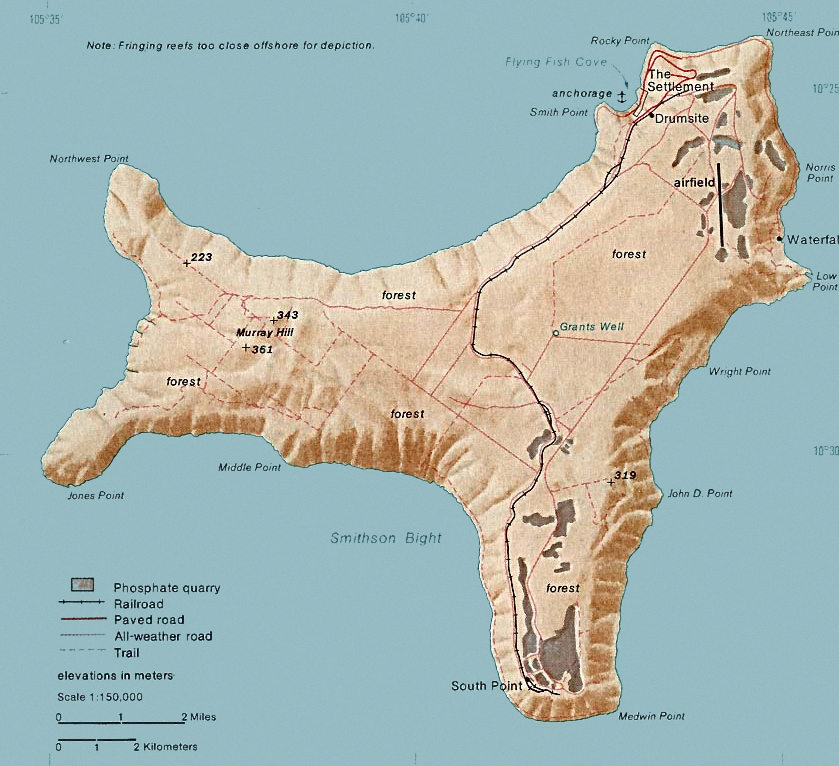
L'aeroporto è situato nella zona nord-orientale dell'Isola del Natale.